# Шаховський Семен Михайлович
Семе́н Миха́йлович Шахо́вський  (* 20 травня 1909, Синяківщина — †1984) — український літературознавець і критик єврейського походження, родом з села Синяківщина Чорнухинського району на Полтавщині, професор Харківського і Львівського університетів та Київського поліграфічного інституту, упорядник кількатомової хрестоматії з історії української літератури, автор підручника з української радянської літератури для X класу (1938 — 59) і низки монографій: "Про Шевченка (1939), «Михайло Коцюбинський» (1943), «Павло Тичина», «Творчість Василя Стефаника» (1943), «Юрій Смолич» (1970), «Леся Українка» (1971), «Романи Павла Загребельного» (1974); праці з ділянки теорії літератури: «Літературні роди і види» (1963), «Критика і літ. процес» (1976) та ін., літературно-критичні статті тощо.